# Fridafors
Fridafors est une localité de Suède dans la commune de Tingsryd située dans le comté de Kronoberg.
Sa population était de 186 habitants en 2015.